# Duje Bonačić
Duje Bonačić (født 10. april 1929 i Split, død 24. januar 2020 smst.) var en jugoslavisk (kroatisk) roer og olympisk guldvinder.

## Idrætskarriere
Bonačić dyrkede flere slags sport i sin ungdom, blandt andet svømning, vandpolo, sejlsport, håndbold og atletik. Det blev dog roning, der fangede hans særlige interesse, og han kom med for Jugoslavien ved OL 1952 i Helsinki i firer uden styrmand sammen med Velimir Valenta, Mate Trojanović og Petar Šegvić. Efter at have vundet deres indledende heat vandt de også semifinalen, og i finalen henviste jugoslaverne Frankrig og Finland til henholdsvis sølv- og bronzemedaljerne.

## Videre karriere
Bonačić tog en uddannelse i geografi og underviste derpå i dette fag samt i oceanografi og meteorologi. Han havde også administrative og rådgivende roller i det jugoslaviske undervisningsvæsen.

## OL-medaljer
- 1952:  Guld i firer uden styrmand